# Ameland
Ameland (uitspraakⓘ; Standaardfries: It Amelân) is vanaf het westen gerekend het vierde bewoonde Nederlandse waddeneiland en behoort tot de provincie Friesland. Het gehele eiland valt onder één gemeente, die dezelfde naam draagt. Het waddeneiland, en daarmee de gemeente, telt 3.839 inwoners en heeft een totale oppervlakte van 268,50 km², waarvan 59,11 km² land en 209,39 km² water (22 november 2024, Bron: CBS).

## Geografie
De Waddeneilanden vormen de grens tussen de Noordzee en de Waddenzee die aan de zuidkant van de eilandenrij ligt. Ten westen van Ameland ligt het Borndiep met aan de overkant Terschelling, en in het oosten is bij helder weer nog net het nabijgelegen eiland Schiermonnikoog te zien.
Ameland bestaat voornamelijk uit zandduinen. Ten oosten van Buren ligt het Oerd, een drassig natuurgebied waar veel vogels leven en waar zeewater via een aantal geulen vrijelijk in- en uitstroomt. De totale strandlengte is 27 km en de totale lengte van de fietspaden is 100 km.

### Duincomplexen
Het eiland bestond in de 17e eeuw uit drie kleinere eilanden (og(h)en), die zelf hoofdzakelijk bestonden uit duincomplexen met bijbehorende mieden (hooilanden) en een enkel akkercomplex:
- de dorpen Hollum en Ballum;
- de dorpen Buren en Nes en de Kooiplaats uit 1705;
- Het Oerd.

Aan zuidzijde lagen drie slenken die het eiland binnendrongen en de aanvoerroutes vormden voor het scheepverkeer: het Schuitegat bij Hollum, de Ballumersloot bij Ballum en de grote Slenk bij Nes. De laatste twee vormden tevens de scheiding tussen de drie eilanden.

### Grondgebruik: Grieën, mieden en akkercomplexen

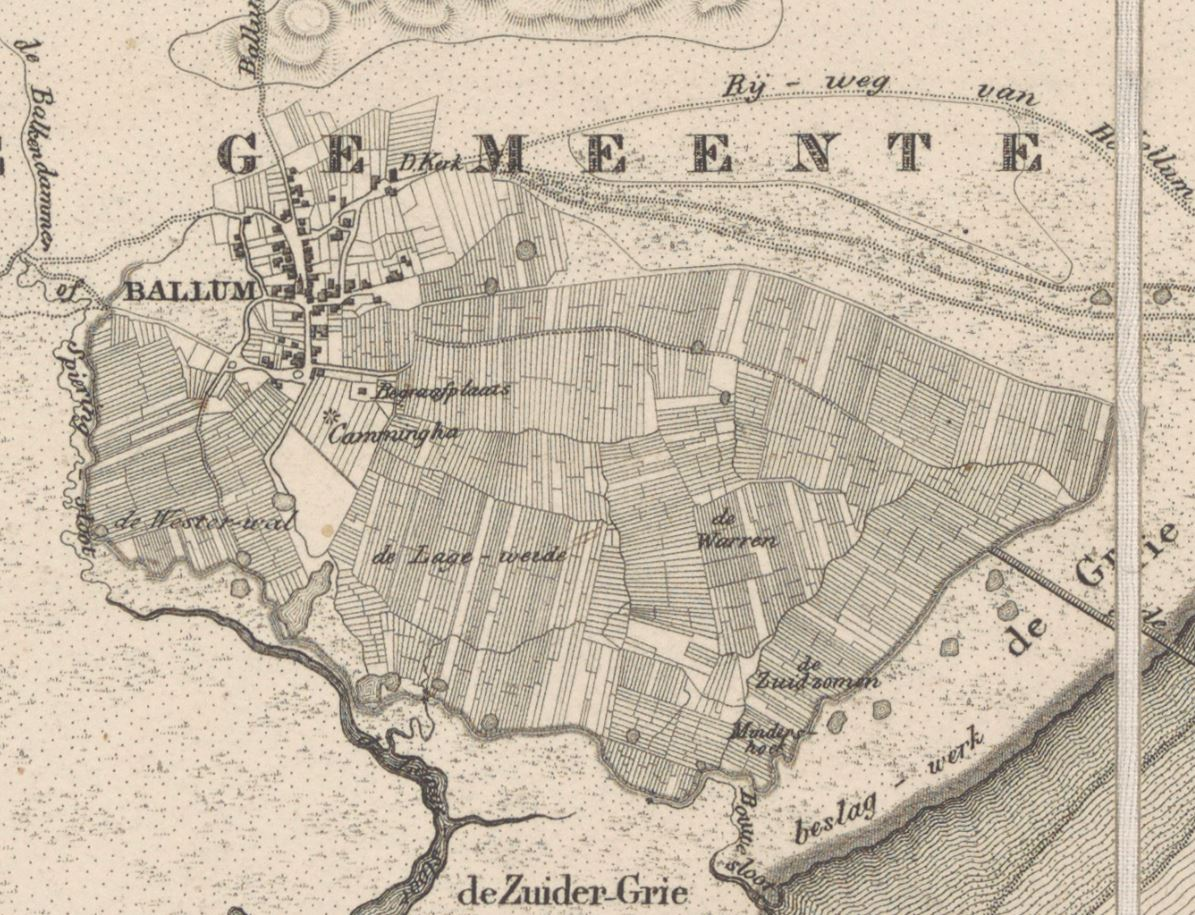
De Ballumermieden op de kaart van 1854. De percelen waren in werkelijkheid nog verder versnipperd, hetgeen vanwege de schaal niet cartografisch kon worden weergegeven.

Hollum, Ballum en Nes (met de bijbehorende leijen: laag gelegen landen) hadden een eigen markegenootschap, dat de gemeenschappelijke landerijen beheerde. Rondom de drie eilanden lagen de gemeenschappelijke grieën (buitenduinse weidegronden: de gemeneweide), waar het vee van mei tot september -vaak door een herder- werd geweid en dat bij hoogwater werd bemest door slib. Het buitenduinse gebied werd door van zoden en zeewier gemaakte dijkjes (enigszins vergelijkbaar met de tuunwallen op Texel) gescheiden van het binnenduinse gebied om zo het vee buiten te houden. Aan aan binnenzijde waren deze dijkjes glooiend en aan de buitenzijde steil om zo het vee te kunnen weren en aan zuidzijde van het eiland als primitieve zeekering te kunnen dienen en aan noordzijde tevens als bescherming tegen het zandstuiven. Van september tot december werd het vee net als op andere eilanden in de gemeenschappelijke binnenduinse mieden en akkerlanden geweid: de zogenoemde vrijgang (vergelijkbaar met de oerol op Terschelling en overalweide op Texel). Alleen de dorpsgebieden zelf waren door hekken gevrijwaard van het vee. Vanaf december ging het dan op stal. Omdat het eiland regelmatig blootstond aan overstromingen werden de zodendijkjes regelmatig weggeslagen, waarbij vaak kolken ontstonden. De zodendijk tussen Nes en Buren werd weggeslagen in de 17e eeuw, zodat toen alleen nog de Hollumer- en Ballumermieden omringd waren. De mieden bij de Kooiplaats hadden geen dijk. Akkerlanden waren er nauwelijks op het eiland. Alleen ten noorden van Hollum bij De Blieke lag een soort van escomplex, al worden zowel Hollum als Ballum esdorpen genoemd. Er werden in de loop der tijd ook akkertjes onttrokken aan de mieden of de duingebieden. Deze werden Omlanden genoemd en bestonden uit hiemen (percelen). Er werden vooral aardappelen, rogge en peulvruchten verbouwd.
In 1770 werden de mieden van Ballum particulier verdeeld in 3 eggen, verdeeld over 8 hoofddelen, die weer in 24 achtendelen waren verdeeld, zodat er in totaal 576 achtendelen ontstonden, die elk het recht gaven om 1 koe te weiden. De achtendelen zelf bestonden weer uit 3 pensieren (penningshuren). Elke boerderij bezat bij de verdeling een pensier in elk hoofddeel en zo in elke eg evenveel grond en evenveel grond in de grie, de miede en het akkercomplex. In 1840 werden de mieden van Hollum op ongeveer dezelfde wijze verdeeld over 6 eggen, die elk weer bestonden uit 6 twieren. In Nes is een dergelijke verdeling niet bekend. Bij deze verdelingen ontstonden zo een zeer groot aantal zeer kleine, onregelmatige en slecht ontsloten perceeltjes. Bij vererving werden de achtendelen verder opgesplitst in tot 15 nieuwe stukjes. In de loop der tijd trad zo een grote versnippering van grond op. Gebruikers die meer vee hadden dan grond konden het weiden vergoeden middels grazinggeld. Ook werden niet gebruikte stukken wel verhuurd aan andere dorpen. De meeste boeren hadden weinig land: in 1885 gemiddeld minder dan 5 hectare hooi- en akkerland. Vanwege dat feit hadden veel bewoners nevenactiviteiten in de zeevaart, zoals in de koopvaardij, de haring- en walvisvaart.

### Landaanwinning
In de loop der tijd werden steeds meer maatregelen genomen om de dreiging van de zee en zandverstuivingen tegen te gaan. Om de voortdurende zandverstuivingen tegen te gaan waardoor al meerdere dorpen verdwenen waren, werd vanaf het begin van de 19e eeuw op steeds grotere schaal helmgras aangeplant. Een zwak punt vormde het smalle deel van het eiland tussen Ballum en Nes. In 1785 moest de dijk bij de Ballumermieden meer landinwaarts verlegd worden doordat de zuidkust steeds meer te lijden had van de Slenk. In 1808 werd een eerste poging ondernomen om een stuifdijk door de slenk te leggen door een particulier uit Nes, maar deze brak nog hetzelfde jaar weer door. Een tweede poging door Rijkswaterstaat in 1828 iets noordelijker met behulp van rijsschermen hield het langer vol. In 1843 werd begonnen met het aanleggen van stenen oeverwerken ten westen en oosten van de stuifzanddijk. In 1844 brak de stuifzanddijk zelf echter weer door, maar werd weer gedicht en nadat de dijk tussen 1846 en 1851 door te mollen (met een molbord zand egaliseren) was versterkt tot een stroomleidam, bleef deze Môchdijk (of Moldijk) intact. In 1890 werd de Zwanewaterstuifdijk bij het strand aangelegd, waarmee het Hagedoornveld werd ingedijkt tussen Môchdijk en Zwanewaterstuifdijk en het gebied tussen Ballum en Nes definitief werd onttrokken aan de zee. Tussen Nes en het Oerd werd in 1893 de 3,6 kilometer lange Kooioerdstuifdijk aangelegd, waarmee het eiland Ameland definitief een feit was. Vanaf 1895 veranderde het aanzicht van het eiland verder door de aanplant van bosgebieden bij Nes.  
In 1896 verordonneerde het Rijk dat de grieën van Hollum en Ballum net als de mieden ook verdeeld moesten worden. In 1901 werden deze vervolgens onderverdeeld, gevolgd door die bij Nes.

### Ruilverkaveling
Het enorme aantal versplinterde perceeltjes werd begin 20e eeuw als onhoudbaar gezien. Deze waren niet langer goed te bewerken. Ook vanwege het feit dat men er geen paden of wegen had en dus altijd over het land van een ander moest gaan om bij zijn perceel te komen. In Ballum was het aantal percelen opgelopen tot 3.659 met een gemiddelde oppervlakte van 520 vierkante meter, verdeeld over 119 eigenaren. Op initiatief van de Nederlandsche Heide Maatschappij werd daarom in 1915 de eerste ruilverkaveling van Nederland doorgevoerd in de Ballumer Mieden (ca. 190 hectare). Er werden toen paden en wegen aangelegd en gezorgd voor een betere afwatering. De 3.659 percelen werden teruggebracht tot 219 met een gemiddelde oppervlakte van ongeveer 7 hectare. Nadat in 1924 de Ruilverkavelingswet werd ingevoerd, werden in 1927 ook de Hollumer Mieden ruilverkaveld. De gronden van Buren werden vervolgens in 1929 verdeeld. Het onbedijkte gebied ten oosten van de Kooiplaats bleef onverdeeld. Hier was in 1921 de Maatschappij tot Exploitatie van Onroerende Goederen op het Oosteinde, Oerd en Neerlands(ch) Reid opgericht, die er sindsdien jongvee en schapen weidt.

### Zeedijk
In 1896 was het waterschap De Grieën opgericht in Hollum en Ballum, dat zich sterk maakte voor de aanleg van een volwaardige zeedijk rond het eiland. Omdat Nes en Buren niet wilden mee-investeren, werd tussen 1913 en 1915 alleen een dijk van 8,7 km aangelegd rond die dorpen, waarbij de dijk afboog naar het noorden ten oosten van Ballum. In 1926 richtten de Staten van Friesland het waterschap Nes-Buren op om ook daar te komen tot een dijk. In 1929 werd deze 8 kilometer lange dijk aangelegd tussen de dijk van De Grieën en de duinen bij de Kooiduinen. De vroegere zodendijkjes verloren met de bedijking en ruilverkavelingen definitief hun functie en werden op grote schaal gesloopt. Tussen de pier en het dorp Nes ligt echter nog een zodendijkje.

### Topografie

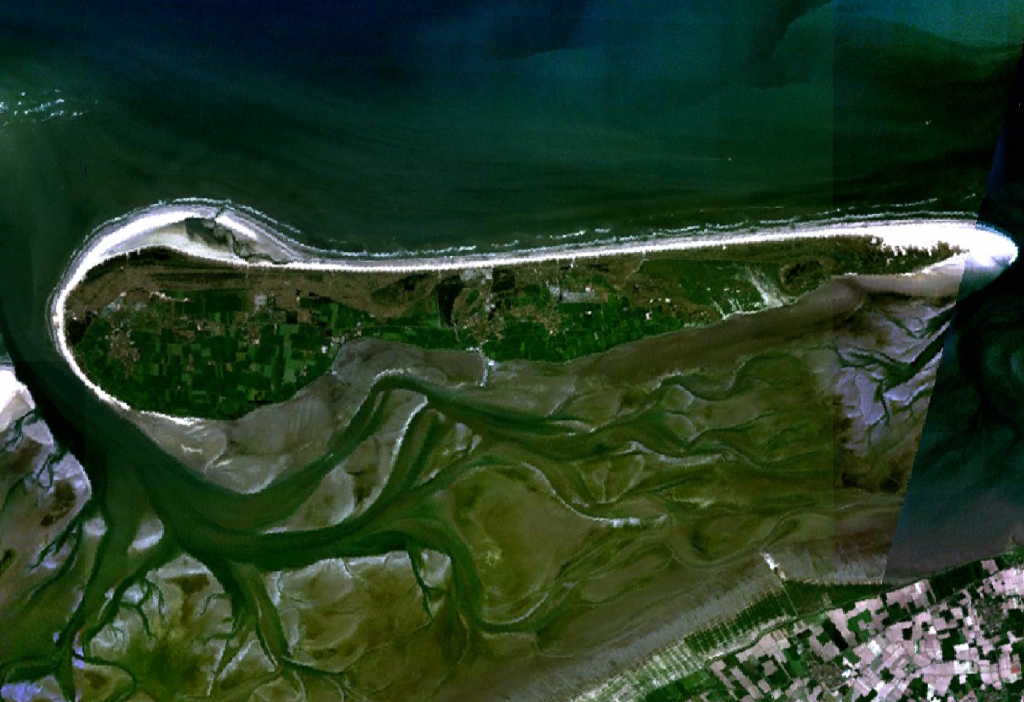
Ameland vanuit de ruimte gezien
Topografische kaart van Ameland
Kaart van Ameland uit 1731 met de drie eilanden (Pieter de la Rive, twee kaartbladen uit de Atlas Hattinga III)
Ameland in 1854, na de aanleg van de stuifzanddijken
Ameland in 1907, vlak voor de ruilverkaveling

### Dorpen

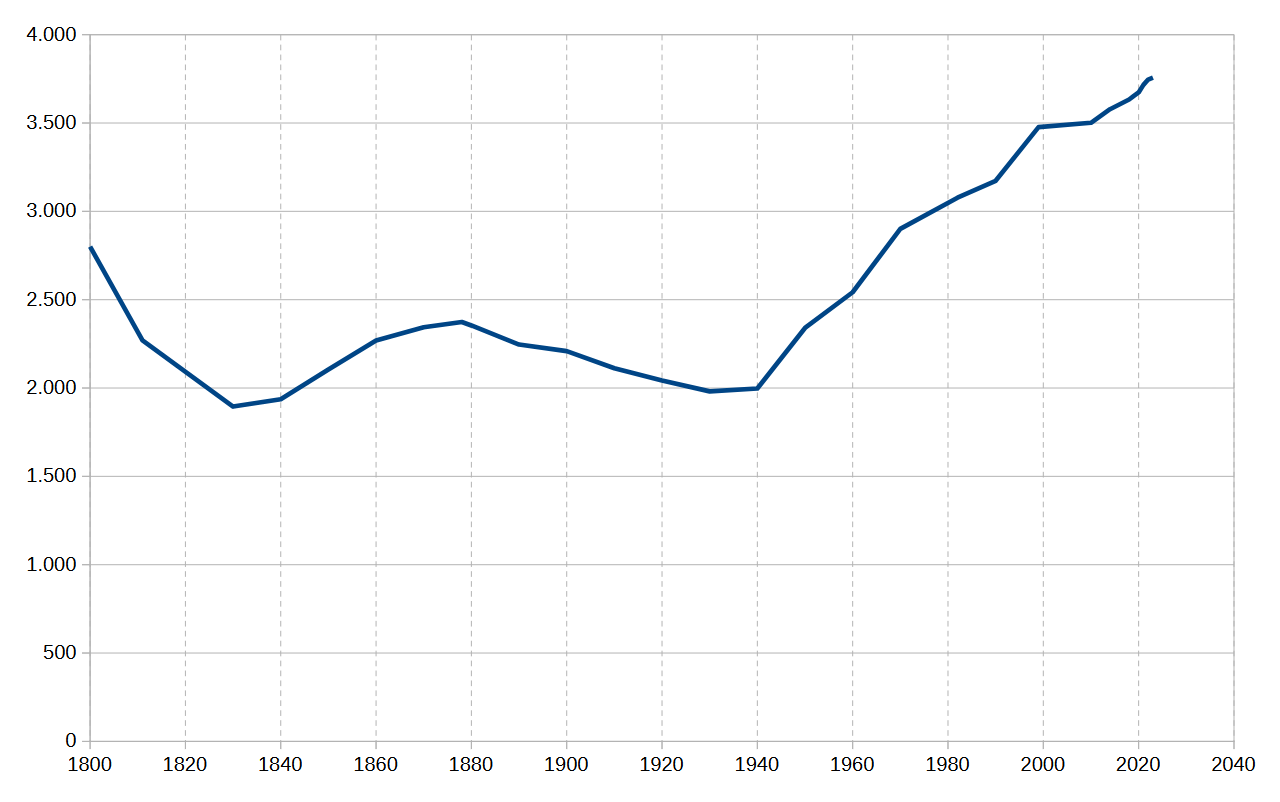
Bevolkingsontwikkeling van Ameland 1800–2018

Op het eiland bevinden zich vier dorpen: Hollum, Ballum, Nes en Buren. Daarnaast bevinden zich er de buurtschappen Kooiplaats en Ballumerbocht. 
Vroeger waren er nog andere dorpen en buurtschappen:
- Sier (westzijde): bij stormen "verdronken" en definitief verlaten na overstoven te zijn rond 1730[10]
- De Blieke (Blieck, noordzijde Hollum, bij de vuurtoren), een overstoven buurtschap
- Koudenburg (Ameland) (bij Ballum, naast de Jan Roepesheide), buurtschap genoemd in 14e-eeuwse documenten[11]
- Het Oerd (Op de Noord; oostzijde), ergens na 1584 verzwolgen.
- Swartwoude (Op Swarden Wolden; noord- of oostzijde), genoemd in de Amelander Monsterlijst van 1558[12]

Deze verdwenen dorpen en buurtschappen zijn ontsloten middels een wandelroute over het eiland.
Hollum is het dorp met het oudste huis van Ameland, dat uit de 16e of vroege 17e eeuw dateert.
Aantal inwoners per woonkern:
| Woonplaats (BAG) | Inwoners 2023 |
| ---------------- | ------------- |
| Ballum           | 480           |
| Buren            | 760           |
| Hollum           | 1.310         |
| Nes              | 1.295         |

### Aangrenzende gemeenten
| Aangrenzende gemeenten | Aangrenzende gemeenten | Aangrenzende gemeenten | Aangrenzende gemeenten | Aangrenzende gemeenten |
| ---------------------- | ---------------------- | ---------------------- | ---------------------- | ---------------------- |
|                        |                        |                        |                        |                        |
|                        |                        |                        |                        |                        |
| Terschelling           | Schiermonnikoog        |                        |                        |                        |
|                        |                        |                        |                        |                        |
| Waadhoeke              |                        | Noardeast-Fryslân      |                        |                        |

## Geschiedenis

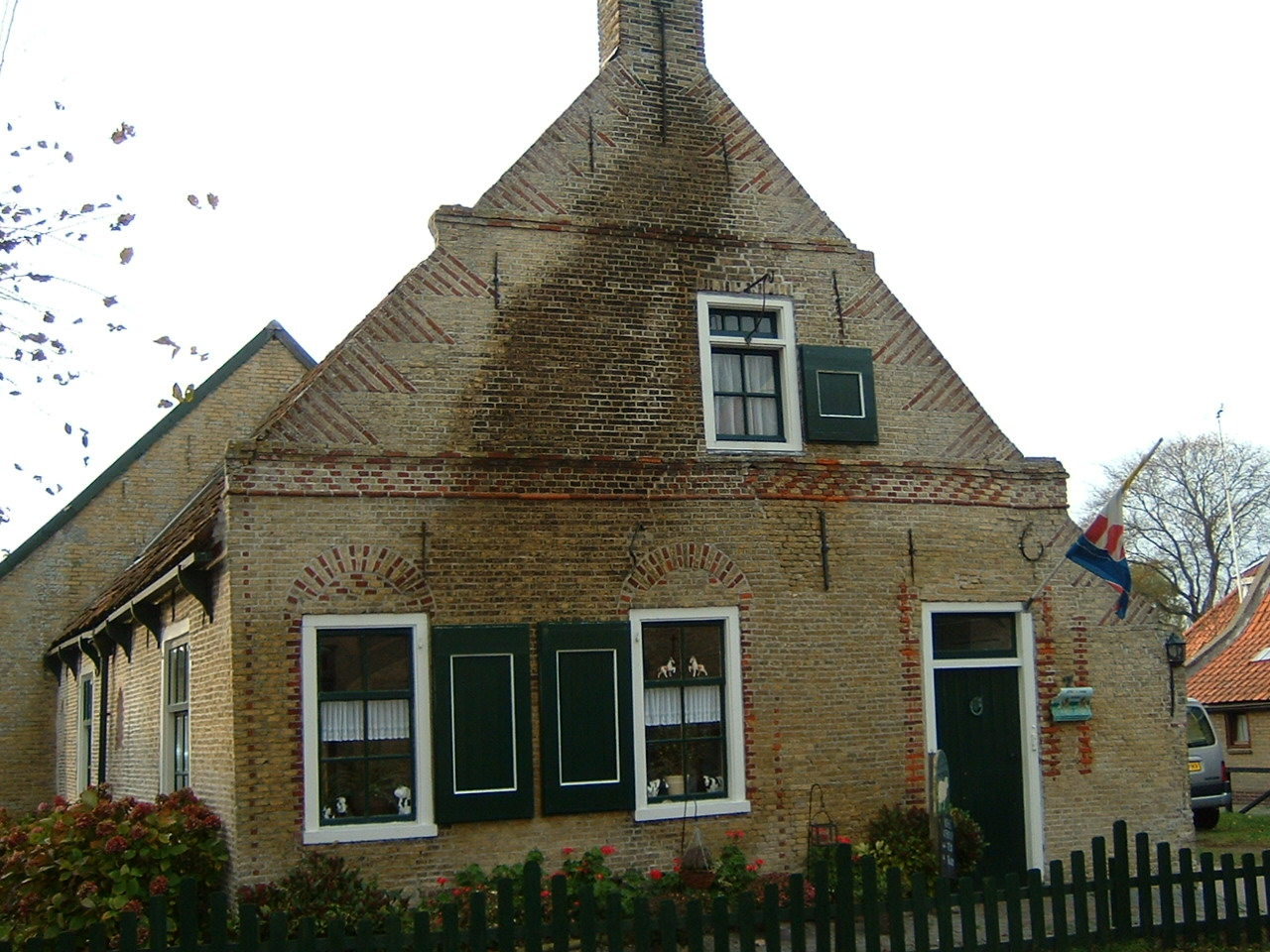
Kapiteinswoning op Ameland

Geologisch gezien is Ameland een vrij jong waddeneiland. De afgelopen 7000 jaar is het hele waddengebied altijd dynamisch geweest; getijgeulen hebben zich regelmatig verlegd, ook de grenzen van het wadden- en kweldergebied en de locaties van de Waddeneilanden schoven regelmatig op. De ondiepe ondergrond van Ameland bestaat voor een groot deel uit een zandige strandwal, gevormd aan de noordzeekant van het eiland. Op deze strandwal zijn duinen opgewaaid vanaf het strand, aan de zuidkant werden kwelders gevormd.
De eerst bekende vermelding van Ameland komt uit een schenking van Reginmunt aan de Abdij van Fulda uit het begin van de 9e eeuw. Reginmunt is een telg uit de aanzienlijke familie van de Reginingen. Het eiland werd daarin genoemd als het 'Insula que dictur Ambla'  (het eiland Ambla geheten), waarbij ambla verwant is aan ambe (water, rivier) en ama- (natuurlijke waterloop). Wanneer zich de eerste mensen op Ameland begaven is onduidelijk maar het eiland moet in ieder geval vanaf het jaar 850 bewoond zijn geweest. In fictieve geschriften zouden de Cammingha's het klooster Foswerd in 866 bij Ballum gesticht hebben, maar dit werd door de Cammingha's beweerd om rechten te doen gelden op Ameland. In 1287 werd Ameland door de Sint-Luciavloed getroffen.

### Vrije Heerlijkheid
De geïsoleerde positie van Ameland had als gevolg dat het in de latere middeleeuwen, toen de Hollandse graven Friesland wilden veroveren, gemakkelijk kon worden ingenomen. In 1398 verpachtte de Hollandse graaf Albrecht Ameland en Het Bildt aan Arend van Egmond, heer van IJsselstein. In 1445 werd in de verklaring van Hartwerd bevestigd dat Ameland geen banden met Ferwerderadeel of de rest van Friesland had. De Egmonts zouden tot 1670 leenheer van Ameland blijven. De feitelijk macht was evenwel in handen van de Cammingha's. Een proces dat de Egmonts aanspanden tegen de Cammingha's liep op niets uit; er werd geen uitspraak gedaan.
De oudst bekende heer van Ameland was Rienck Donia. Zijn nageslacht nam de namen Donia van Jelmera aan. Vanaf 1424 trad Ritske Jelmera Cammingha op als vertegenwoordiger van de Amelanders. Hij riep zich uit tot heer van Ameland, dat als zodanig een 'Vrije Heerlijkheid' vormde, en sloot in 1429 een overeenkomst met de graaf van Holland. De Cammingha's hielden er een nogal opmerkelijk feodaal gedachtegoed op na en stelden uitzonderlijke wetten en straffen in. Van een echte vrijheid voor de bevolking was dan ook geen sprake. Zo moesten eigenaren van katten de oren van hun huisdier afsnijden zodat, zoals beweerd werd, deze katten de holen van konijnen niet zouden kunnen binnendringen. Van beschuldigde dieven werd eveneens verwacht dat zij zich eigenhandig een oor afsneden.
Bij de oprichting van de Bourgondische Kreits in 1512 maakte Ameland daar geen deel van uit; het bleef bij de Westfaalse Kreits. Het maakte evenwel geen deel uit van Friesland of Holland, maar was een zelfstandig onderdeel van het Rijk. Zowel in de Tachtigjarige Oorlog als de Eerste Engels-Nederlandse Oorlog (1652-1654) bleef het neutraal.
Hoewel Holland, Friesland en de keizer van het Heilige Roomse Rijk deze quasi-onafhankelijke status betwistten, bleef het eiland een vrijheerschap tot 1680, toen de Amelandse tak van de familie Cammingha uitstierf. Het eiland kwam aan de familie thoe Schwartzenberg en Hohenlansberg die het in 1704 verkocht aan Henriëtte Amalia van Anhalt-Dessau, via wie het aan de Oranje-Nassaus kwam.

### Franse tijd en Koninkrijk der Nederlanden
In 1795 verloor Ameland zijn zelfstandigheid. De heerlijkheidsrechten werden afgeschaft. De representanten van het gewest Friesland beschouwden Ameland als veroverd gebied en namen het bestuur over. Ze ondervonden echter veel tegenwerking en de administratie werd angstvallig verborgen gehouden. Pas in 1801 werd Ameland een deel van de Bataafse Republiek en werd het ondergebracht bij het Departement Friesland.
Na de Franse tijd en de stichting van het Verenigd Koninkrijk der Nederlanden in 1815 werd het eiland deel van de provincie Friesland, en werden de heerlijkheidsrechten ten dele hersteld. Ameland werd een grietenij, de Friese voorloper van de gemeente, van Friesland, en bij de invoering van de gemeentewet werden de grietenijen gemeentes. De koningen en de koninginnen van Nederland handhaven vandaag nog steeds de titel vrijheer van Ameland.

### Dam
Van 1871 tot 1872 werd bij het wantij de Dam Holwerd-Ameland gebouwd tussen Ameland en het vasteland door een maatschappij voor landaanwinning van de Friese eilanden. Door aanslibbing wilde men landbouwgrond creëren. De provincie Friesland en het Nederlandse Rijk betaalden ieder 200.000 gulden. Het was geen succes: de dam bleek niet stormbestendig en na zware stormen in de winter van 1882 werd besloten met de reparatiewerkzaamheden te stoppen. De dam is bij laag water nog steeds deels te zien waardoor wadlooptochten gebruik kunnen maken van dit stukje historie. De veerdam bij Holwerd is de aanzet van deze dam.

### Tweede Wereldoorlog
In 1940 werden Duitse troepen naar Ameland gebracht. Binnen enkele uren was Ameland onder de controle van het Duitse leger. Omdat Ameland weinig strategische waarde had voor de geallieerden is er nooit een invasie uitgevoerd op Ameland. De Duitse troepen gaven zich pas op 3 juni 1945 over, bijna een maand na de capitulatie van nazi-Duitsland. Op Ameland zijn meerdere bunkers door de Wehrmacht aangelegd die deel uitmaakten van de Atlantikwall. De bunkers ten zuidwesten van Hollum dienden als kustbescherming voor de verdediging van het Borndiep. In november 2010 zijn er opgravingen verricht om te inventariseren of de bunkers als museum kunnen fungeren. Na deze opgravingen zijn de bunkers weer grotendeels begraven.

### Windhoos
Op 11 augustus 1972 werd camping Duinoord ten noorden van Nes getroffen door windhozen op Camping Duinoord. De ravage was enorm. Er vielen 3 doden en 400 gewonden.

## Economie

### Energievoorziening
In oktober 2013 kreeg Ameland een subsidie van het Waddenfonds voor de bouw van een zonnepark met 23.000 panelen met een totaalvermogen van 6 megawatt (MW). Het zonnepark zal voorzien in minimaal 20% van het elektriciteitsverbruik van het eiland. Het park met een omvang van circa 10 hectare ligt op het vliegveld van Ameland. De totale kosten van het project bedragen zo’n 6,9 miljoen euro.
De Amelander Energie Coöperatie U.A.(AEC) is een bedrijf dat is opgericht met als doel de Amelander energiegebruikers duurzaam opgewekte stroom en CO2 gecompenseerd gas te leveren.

## Verkeer en vervoer

### Scheepvaart

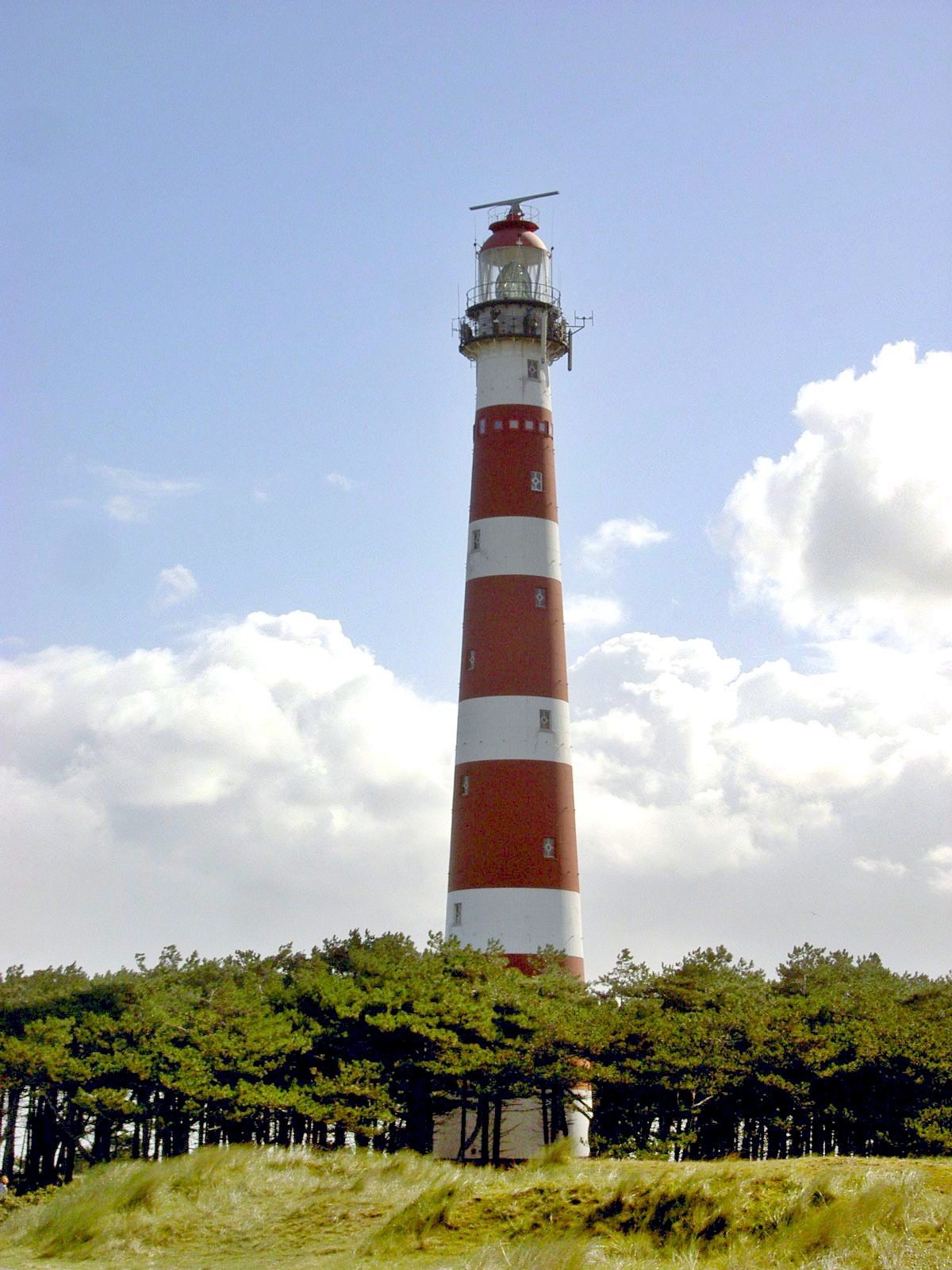
Vuurtoren van Ameland

#### Haven
Bij Nes, aan de zuidkant van Ameland, liggen de veersteiger en de jachthaven van het eiland. De jachthaven is een van de zeventien waddenhavens en wordt beheerd door Stichting Jachthaven het Leijegat te Ameland. De haven is geopend van 1 april tot 1 november. Bij laagwater is de haven alleen voor kleine schepen aan te varen vanwege de geringe diepte van 0,60-0,80 m bij de haveningang. De aanvaarroute door de Reegeul is recht en bebakend. De haveningang bevindt zich aan de oostkant van de veerbootsteiger. Vanaf de Reegeul moet rekening gehouden worden met af- en aanvaart van veerboten en rondvaartboten. Droogvallen kan op verschillende plekken, bijvoorbeeld ten oosten van de jachthaven. De haven heeft drijvende steigers met stroomaansluiting, een havenkantoor met meteo- en getijde-informatie en sanitaire voorzieningen.

#### Veerdienst
Rederij Wagenborg onderhoudt een veerdienst tussen Nes en Holwerd.
Tot de jaren 50 van de 20e eeuw werd door de Amelander schippers Olivier & van der Geest decennialang een veerdienst volgens vaste dienstregeling onderhouden tussen Zwarte Haan en Ballumerbocht te Ameland. In de eeuwen ervoor werd van Zwarte Haan gevaren door beurtschippers, zowel naar Ameland als Terschelling. Na de aanleg van de Afsluitdijk in 1932 veranderden de stromingen in de Waddenzee geleidelijk aan en slibden de vaargeulen uiteindelijk zover dicht dat het steeds moeilijker werd de veerdienst vanaf Zwarte Haan naar Ameland uit te blijven voeren. In de Tweede Wereldoorlog werd door de Duitsers de pier van Holwerd aangelegd ten behoeve van de veerdienst naar Ameland. Na de oorlog werd de passagiersdienst vanaf Holwerd uitgevoerd en kwam de veerdienst aan in Nes. Olivier & van der Geest voeren in 1948 hun laatste dienstregeling vanaf Zwarte Haan. In 2004 was er het plan om de veerdienst voor toeristen in ere te herstellen, en alhoewel het plan al enkele keren aangehaald is er tot op heden (nog) niets van gekomen.

#### Reddingsdienst

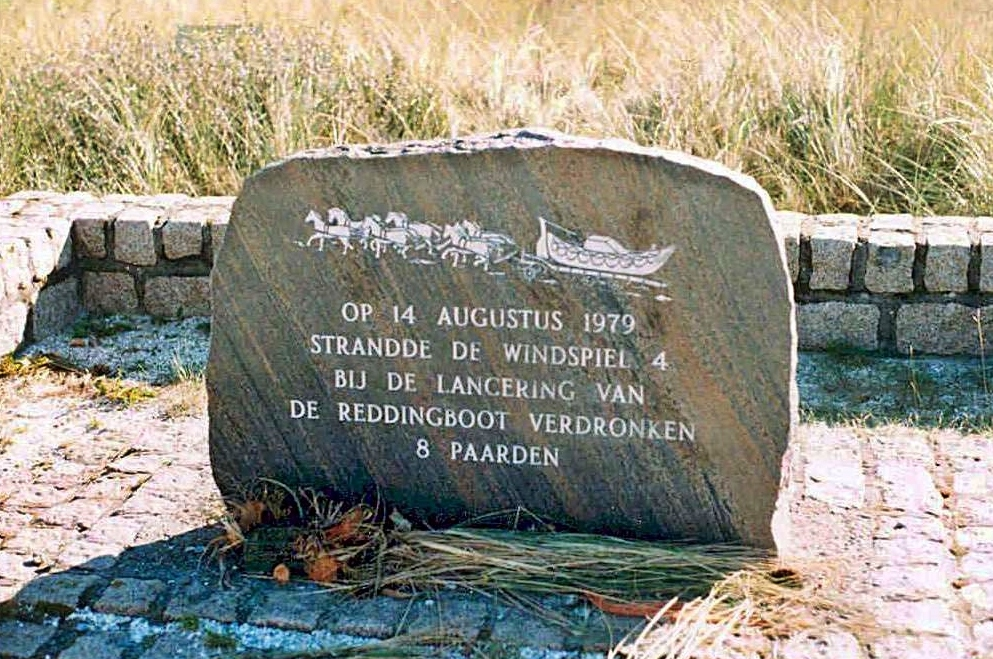
Paardengraf Ameland in de duinen ten zuiden van Hollum

Het reddingstation van de KNRM heeft eigen faciliteiten in de baai Ballumerbocht aan de stroomleidam, zo'n 4 kilometer ten westen van de veerdam. Tot 1988 was de reddingsboot een motorsloep, die op het strand vanaf een botenwagen gelanceerd werd. Vanaf 1988 is er een motorreddingsboot en is de lancering van de reddingsboot met behulp van paarden een toeristische attractie. Ameland was het enige reddingsstation in West-Europa waar dit tot het eind van de motorsloep met behulp van paarden gebeurde. Op 14 augustus 1979 ging het mis, en werden de paarden in een diep zwin gesleurd. Ze zijn in de duinen begraven, naast de overgang waar de reddingsboot over het duin naar het strand getrokken werd. Deze gebeurtenis wordt de ramp van Ameland genoemd. Hoewel overwogen werd om de paarden door een waterbestendige tractor te vervangen, is besloten nieuwe paarden op te leiden en de paardentractie te handhaven. De oude reddingsboot is tentoongesteld in het reddingsmuseum "Abraham Fock", dat in 2008 werd gerestaureerd.

### Busverkeer
Op het Waddeneiland zijn drie buslijnen van Qbuzz. Hierop rijden sinds 1 januari 2017 elektrische bussen.

### Vliegverkeer
Het eiland beschikt over een klein vliegveld bij Ballum: Ameland Airport Ballum. Het wordt voornamelijk recreatief gebruikt, maar het is ook een landingsplaats voor de SAR reddingshelikopters van het 303 Search and Rescue Squadron op Vliegbasis Leeuwarden, dat ambulancediensten levert voor het waddengebied.

## Bestuur en politiek

### Zetelverdeling gemeenteraad
De gemeenteraad van Ameland bestaat uit 11 zetels. Hieronder staat de samenstelling van de gemeenteraad sinds 2006: 
| Partij                  | 2006 | 2010 | 2014 | 2018 | 2022 |
| ----------------------- | ---- | ---- | ---- | ---- | ---- |
| AmelandEén              | -    | -    | -    | 5    | 4    |
| Algemeen Belang Ameland | 2    | 2    | 3    | 2    | 3    |
| Ameland '82             | 4    | 3    | 3    | 1    | 1    |
| CDA                     | 2    | 3    | 3    | 1    | 1    |
| PvdA                    | 2    | 2    | 1    | 1    | 1    |
| VVD                     | 1    | 1    | 1    | 1    | 1    |
| Totaal                  | 11   | 11   | 11   | 11   | 11   |

### College van B&W
Het college van burgemeester en wethouders van Ameland bestaat uit:
- Burgemeester: Leo Pieter Stoel (VVD)
- Wethouders:
  - Theo Faber (AmelandEén), eerste locoburgemeester
  - Piet IJnsen (Algemeen Belang Ameland) tweede locoburgemeester
- Secretaris: Iwan Valk

## Cultuur

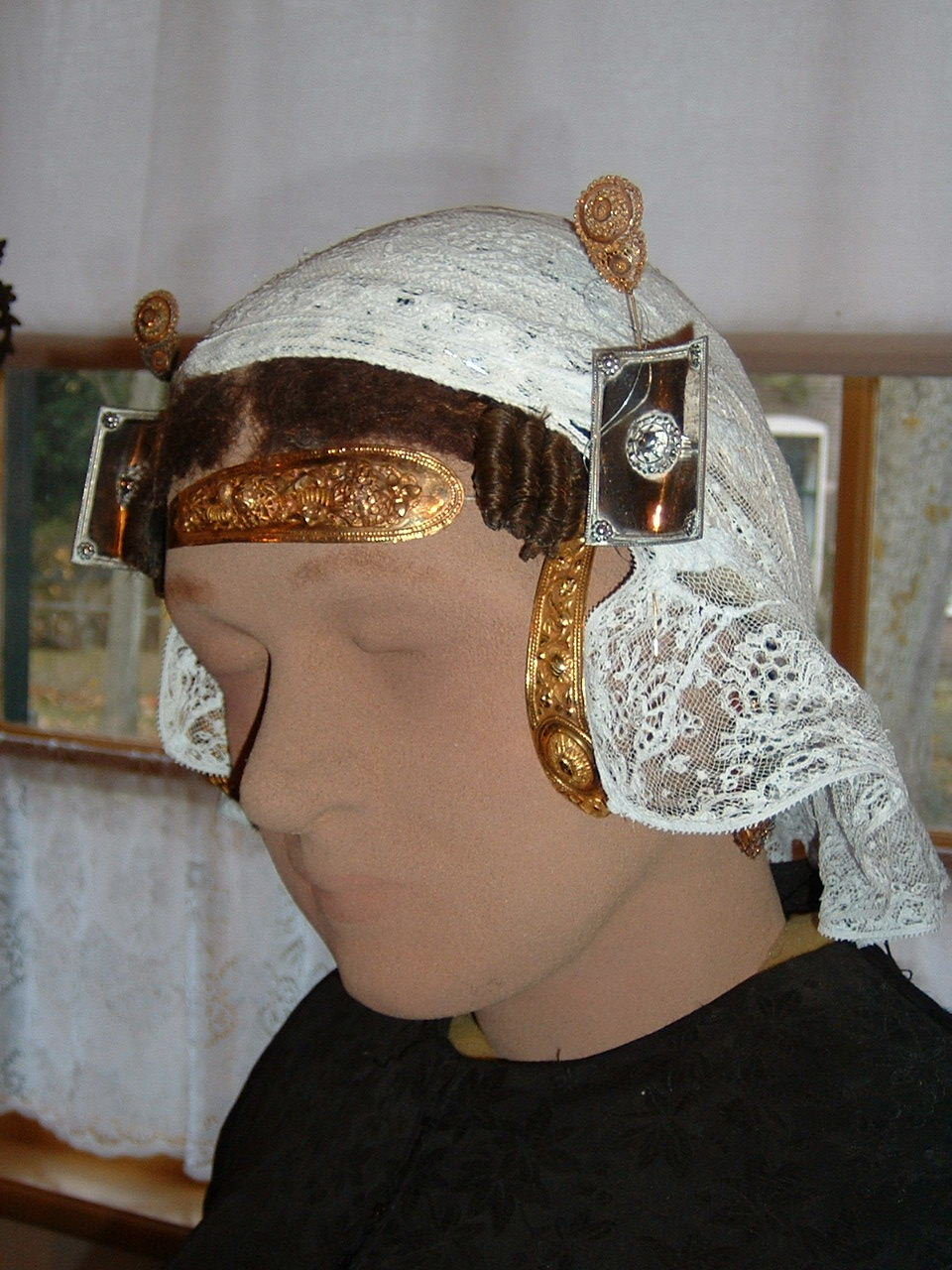
Amelandse klederdracht

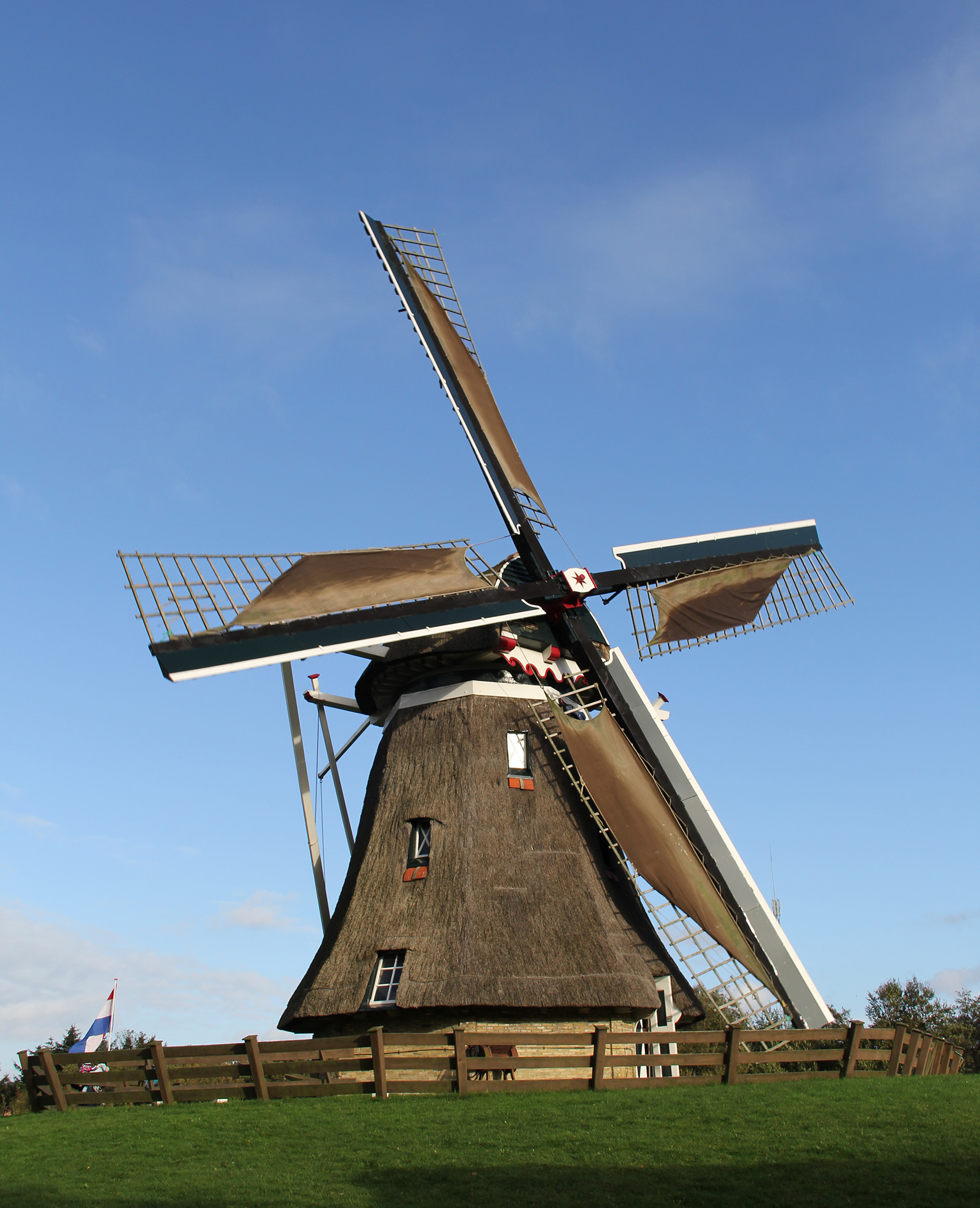
Molen De Phenix in Nes

Op Ameland wordt geen Fries, maar Amelands gesproken, een mengdialect dat verwant is aan het Stadsfries. In tegenstelling tot alle andere waddendialecten is het Amelands nog zeer vitaal. De bewoners worden Amelanders genoemd.
Ameland is door zijn bijzondere lichtval en landschap reeds lang een geliefde verblijfplaats voor kunstenaars. Sinds 1996 wordt er in november de Ameland kunstmaand georganiseerd. Over het hele eiland exposeren dan kunstenaars uit binnen- en buitenland op dertig locaties hun schilderijen, keramiek, foto's, beelden en installaties.
Een eeuwenoude variant op het Sinterklaasfeest wordt lokaal gevierd als 'Sunneklaas'. Deze traditie voor en door Amelanders is van oudsher met veel mystiek omgeven. Mensen van buiten het eiland worden geacht zich er niet mee te bemoeien en het liefst rond 5 december ook het eiland te mijden.

### Musea
Op Ameland zijn meerdere musea.
- Hollum: Museum Sorgdrager, Maritiem Centrum Abraham Fock, Bunkermuseum Ameland, vuurtoren Ameland en molen De Verwachting.
- Ballum: Nobels Nostalgisch Museum[33]
- Nes: Natuurcentrum Ameland, molen De Phenix en het brandspuithuisje.
- Buren: Landbouw- en Juttersmuseum Swartwoude.

### Monumenten
In de gemeente zijn er een aantal rijksmonumenten en oorlogsmonumenten, zie:
- Lijst van rijksmonumenten op Ameland
- Lijst van oorlogsmonumenten op Ameland

### Kunst in de openbare ruimte
In de gemeente zijn diverse beelden, sculpturen en objecten geplaatst in de openbare ruimte, zie:
- Lijst van beelden in Ameland

## Partnersteden
- Kleef

## Bekende personen

### Geboren
- Eelke Bakker, oudste man van Nederland
- Hannes de Boer, verspringer
- Jan Bruin, voetballer
- Willem Cornelis de Groot, architect
- Johannes de Jong, kardinaal-aartsbisschop van Utrecht
- Hidde Dirks Kat, commandeur op de walvisvaart
- Margaretha Renes-Boldingh, romanschrijfster
- Sjoerd Soeters, architect
- Geertruida Jeanette Thorbecke, patholoog
- Meike de Vlas, roeister

### Overleden
- Henk Geurts (2009), politicus